# Иоанн IV (герцог Неаполя)

Герцогство Неаполь и его соседи в 1000 году

Иоанн IV (итал. Giovanni IV; 977, Неаполь — 1004, Неаполь) — герцог Неаполя в 992—1002 годах.

## Биография
Иоанн был сыном герцога Неаполя Сергия III, имя и происхождение его матери неизвестно. Точная дата его рождения не известна, однако французский историк-медиевист Тьерри Стассер указывает 977 год как предполагаемый год рождения Иоанна IV. С 992 года впервые упоминается в документах как соправителем своего отца, когда подарил аббату Сан-Сальвадоре имущество. В 999 году умер Сергий III и Иоанн начинает править герцогством единолично. 29 марта 999 года он предоставил льготы лодкам монастыря Святых Серджио и Баккио.
В 996 году император Священной Римской империи Оттон III совершил свой первый поход в Италию где восстановил контроль над Римом. В декабре 998 года Оттон III назначил герцогом Сполето своего друга детства, дворянина итальянского происхождения, Адемара. В 999 году армия императора двинулась на юг Италии. В ходе этого похода Оттон III низложил капуанского князя Лайдульфа, обвинив его в братоубийстве. Управление владениями Лайдульфа император передал Адемару. После этого император дает ему указание подчинить его власти герцогство Неаполь. Герцог Иоанн был захвачен в плен и отправлен в Капую, а его владения также были переданы Адемару. По одним данным он был освобождён после восстания в результате которого князем Капуи стал Ландульфа VII. После этого Иоанн возвращается в Неаполь, возвращает свою власть и больше не был обеспокоен иностранными вмешательствами.
По другим данным из Капуи Иоанна увозят в Германию. Неизвестно, как долго он оставался в Германии, вероятнее всего он был освобождён после смерти Оттона III 24 января 1002 года.
Известно, что в 1002 году он уже подтвердил привилегии монастыря Сан-Сальваторе.
В том же году он возводит на престол своего сына (по другим данным брата) Сергия IV, с которым правит совместно до своей смерти в 1004 году.

## Дети
Имя жены Иоанна IV неизвестно. Предположительно его сыном был Сергий IV — герцог Неаполя в 1002—1034 годах.